# Popolamento delle Americhe
Le conoscenze relative al popolamento delle Americhe derivano dallo studio e dai progressi in quattro discipline interconnesse: archeologia, geologia del Pleistocene, antropologia fisica e analisi del DNA.
I continenti dell'America settentrionale e meridionale furono popolati da nativi provenienti dall'Asia tra 20.000 e 11.500 anni fa, dopo aver attraversato il ponte di terra della Beringia che si era formato tra l'Alaska e l'estrema Siberia nordorientale a causa dell'abbassamento del livello del mare durante l'ultima era glaciale. Le evidenze scientifiche disponibili indicano che i moderni esseri umani emersero dall'Africa oltre 100.000 anni fa, ma giunsero nelle Americhe solo meno di 20.000 anni fa. Tuttavia, mentre vi è un accordo generale che le Americhe furono popolate prima dall'Asia, il modello della migrazione, la sua tempistica, e il luogo (i luoghi) di origine in Asia dei popoli che migrarono nelle Americhe restano poco chiari. Negli anni 2000, i ricercatori tentarono di usare strumenti familiari per validare o rifiutare teorie consolidate, come quella che considera Clovis come la prima cultura apparsa nelle Americhe. Le evidenze archeologiche suggeriscono che la prima dispersione dei Paleoindiani nelle Americhe si verificò vicino alla fine dell'ultimo periodo glaciale o, più specificamente, a quello che è conosciuto come l'Ultimo massimo glaciale (Last Glacial Maximum o LGM), intorno a 16.500–13.000 anni fa.
Il popolamento delle Americhe è di enorme interesse per gli archeologi e gli antropologi. Le moderne tecniche biochimiche, come pure la disponibilità crescente di evidenze archeologiche e geologiche, hanno gettato progressivamente sempre più luce sull'argomento; tuttavia, alcune importanti domande restano irrisolte.

## L'ambiente durante l'ultimo Pleistocene
Per un'introduzione alle tecniche di datazione al radiocarbonio usate dagli archeologi e dai geologi vedi metodo del radiocarbonio.

### Emersione e sommersione della Beringia

Figura 1. Sommersione del ponte di terra beringiano con la salita post-Ultimo massimo glaciale (UMG) del livello eustatico del mare.

Durante la glaciazione del Wisconsin, porzioni variabili dell'acqua della terra furono immagazzinate come acqua di ghiacciaio. Quando l'acqua si accumulava nei ghiacciai, il volume di acqua negli oceani diminuiva corrispondentemente, dando come risultato l'abbassamento del livello eustatico del mare.  La variazione del livello eustatico del mare con il tempo è stata ricostruita usando l'analisi degli isotopi dell'ossigeno dei nuclei di alto mare, la datazione delle terrazze marine e il campionamento ad alta risoluzione degli isotopi dell'ossigeno provenienti dai bacini oceanici e dalle moderne calotte di ghiaccio. Un abbassamento del livello eustatico del mare da circa 60 m a 120 m più in basso degli attuali livelli, cominciato intorno a 30.000 anni BP, causò lo svelamento della Beringia come formazione geografica durevole ed estesa che collegava la Siberia con l'Alaska. Con l'innalzamento del livello del mare dopo l'Ultimo massimo glaciale (UMG), il ponte di terra beringiano fu sommerso di nuovo. Le stime delle riemersione finale del ponte basate puramente sull'attuale batimetria dello Stretto di Bering e la curva dei livelli eustatici del mare pongono l'evento intorno a 11.000 anni BP (Figura 1). Le ricerche in corso che ricostruiscono la paleografia beringiana durante la deglaciazione potrebbero cambiare quella stima e la possibile sommersione anteriore potrebbe vincolare ulteriormente i modelli della migrazione umana in America settentrionale.

### Ghiacciai
L'avvio dell'Ultimo massimo glaciale dopo 30.000 anni BP vide l'espansione dei ghiacciai alpini e delle calotte di ghiaccio continentali che bloccavano le rotte delle migrazioni fuori dalla Beringia. Entro 21.000 anni BP, e probabilmente migliaia di anni prima, le calotte di ghiaccio della Cordigliera e del Laurentide si saldarono a est delle Montagne Rocciose, chiudendo una potenziale rotta migratoria nel centro dell'America settentrionale. I ghiacciai alpini nella catene costiere e nella Penisola di Alaska isolarono l'interno della Beringia dalla costa pacifica. I ghiacciai alpini costieri e i lobi del ghiaccio della Cordigliera si saldarono nei ghiacciai pedemontani che coprirono grandi tratti della linea costiera a sud fino all'Isola di Vancouver e formarono un lobo di ghiaccio attraverso lo Stretto di Juan de Fuca di 15.000 anni 14C (18.000 anni cal BP). I ghiacciai alpini costieri iniziarono a ritirarsi intorno a 19.000 anni cal BP, mentre il ghiaccio della Cordigliera continuò ad avanzare nei bassipiani di Puget fino a 14.000 14C anni BP (16.800 anni cal BP). Anche durante la massima estensione del ghiaccio costiero, persistevano refugia non ghiacciati sulle isole attuali, che sostenevano i mammiferi terrestri e marini. Quando si verificò la deglaciazione, i refugia di espansero finché la costa divenne libera dai ghiacci entro 15.000 anni cal BP. Il ritiro dei ghiacci sulla Penisola di Alaska fornì accesso dalla Beringia alla costa pacifica all'incirca entro 17.000 anni cal BP. La barriera di ghiaccio tra l'interno dell'Alaska e la costa pacifica si ruppe all'incirca a partire da 13.500 anni 14C (16.200 anni cal) BP. Il corridoio libero dai ghiacci verso,l'interno dell'America settentrionale si aprì fra 13.000 e 12.000 anni cal BP. La glaciazione nella Siberia orientale durante l'UMG fu limitata ai ghiacciai alpini e vallivi delle catene montuose e non bloccò l'accesso tra la Siberia e la Beringia.

### Ambienti climatici e biologici
I paleoclimi e la vegetazione della Siberia orientale e dell'Alaska durante la glaciazione del Wisconsin sono stati venduti dai dati degli isotopi di ossigeno ad alta risoluzione e dalla stratigrafia del polline.  anteriormente all'ultimo massimo glaciale, declino della Siberia orientale fluttuavano tra condizioni che si avvicinavano a quelle attuali e periodi più freddi. I cicli caldi anteriori all'UMG nella Siberia artica videro lo sviluppo di megafaune. La registrazione degli isotopi dell'ossigeno provenienti dalla calotta di ghiaccio della Groenlandia suggerisce che questi cicli dopo circa 45k anni BP durarono da centinaia a tra mille e duemila anni, con una durata maggiore dei periodi freddi a partire da 32k anni cal BP. La registrazione del polline del Lago Elikchan, a nord del Mare di Ochotsk, mostra un marcato avvicendamento dal polline di alberi e arbusti al polline di piante erbacee anteriormente a 26k anni 14C BP, quando la tundra di piante erbacee sostituì la foresta boreale e la steppa di arbusti entrando nell'UMG. Una registrazione simile di polline di alberi/arbusti che venne sostituito da polline di piante erbacee quando si avvicinò l'UMG fu recuperata vicino al fiume Kolyma nella Siberia artica. L'abbandono delle zone settentrionali della Siberia a causa del rapido raffreddamento o del ritiro delle specie di selvaggina con l'avvio dell'UGM è stato proposto per spiegare la mancanza di archeositi in quella regione risalenti all'UGM. La registrazione del polline dal lato alascano mostra avvicendamenti tra tundra di piante erbacee/arbusti e di arbusti anteriormente all'UMG, suggerendo episodi di riscaldamento meno drammatici di quelli che consentirono la colonizzazione sul lato siberiano. Varie, anche se non necessariamente abbondanti, megafaune erano presenti in quegli ambienti. La tundra di piante erbacee dominò durante l'UMG, a causa delle condizioni fredde e asciutte.
Gli ambienti costieri durante l'ultimo massimo glaciale erano complessi. La abbassato livello del mare è un rialzo isostatico equilibrato con la depressione sotto la calotta di ghiaccio della Cordigliera, esposero la piattaforma continentale per formare una pianura costiera. Sebbene gran parte della pianura costiera fosse coperta di ghiacciai pedemontani, refugia non ghiacciati che sostentano mammiferi terrestri sono stati identificati sulle Haida Gwaii, sull'Isola Principe di Galles e su altre isole esterne dell'Arcipelago Alessandro. La pianura costiera, ora sommersa, ha il potenziale per nuovi refugia. I dati del polline indicano per la maggior parte la vegetazione della tundra di piante erbacee/arbusti nelle aree non ghiacciate, con alcune foreste boreali verso l'estremità meridionale del ghiaccio della Cordigliera. L'ambiente marino costiero rimase produttivo, come indicato dai fossili di pinnipedi. Le foreste altamente produttive di kelp sui bassi fondali marini rocciosi potrebbero essere divenuti un'attrattiva per la migrazione costiera. Anche la ricostruzione della linea costiera beringiana suggerisce il potenziale per un ambiente marino costiero altamente produttivo.

### Cambiamenti ambientali durante la deglaciazione
I dati sul polline indicano un periodo caldo che culminò tra 14k e 11k anni 14C BP (17k-13k anni cal BP) seguito dal raffreddamento tra 11k-10k anni 14C BP (13k-11,5k anni cal BP). Le aree costiere deglaciarono rapidamente quando i ghiacciai alpini costieri, poi i lobi del ghiaccio della Cordigliera, si ritirarono. Il ritiro fu accelerato quando i livelli del mare salirono e fecero galleggiare i confini glaciali.  Le stime di una costa completamente libera dai ghiacci variano tra 16k e 15k anni cal BP. Gli organismi marini della battigia colonizzarono le linee costiere quando l'acqua dell'oceano sostituì l'acqua di fusione glaciale. La sostituzione della tundra di piante erbacee/arbusti con foreste di conifere era in corso entro 12,4k anni 14C BP (15k anni cal BP) a mord delle Haida Gwaii. L'ascesa del livello eustatico del mare causò l'inondazione, che accelerò quando il tasso divenne più rapido.
Le calotte di ghiaccio interne della Cordigliera e del Laurentide si ritirarono più lentamente di quanto fecero i ghiacciai costieri. L'apertura di un corridoio libero dai ghiacci avvenne solo dopo da 13k a 12k anni cal BP. Il primo ambiente del corridoio libero dai ghiacci era dominato dal deposito di dilavamento e dall'acqua di fusione glaciali, con laghi su cui si erano formate dighe di ghiaccio e con la periodica inondazione derivante dalla liberazione dell'acqua di fusione. La produttività biologica del paesaggio deglaciato fu ottenuta lentamente. La più antica praticabilità possibile del corridoio libero dai ghiacci come rotta di migrazione umana è stata stimata a 11,5k anni cal BP.
Le foreste di betulle stavano avanzando attraverso l'antica tundra di piante erbacee nella Beringia entro 14,3k anni 14C BP (17k anni cal BP) in risposta al miglioramento climatico, che indica l'accresciuta produttività del paesaggio.

## Cronologia e sorgenti della migrazione
Mentre la maggior parte della comunità archeologica concorda in generale che le Americhe furono popolate da migranti provenienti da popolazioni dell'Asia nordorientale, la cronologia delle migrazioni, le popolazioni sorgente che contribuirono alle migrazioni e le loro rotte migratorie rimangono incerte. L'incertezza è alimentata da una mancanza di prove archeologiche lungo le rotte migratorie che risalgano ai periodi in cui si propone che quelle migrazioni si siano verificate; da incertezze nella datazione e nell'interpretazione dei più antichi archeositi proposti nelle Americhe; e da incertezze delle assunzioni sottostanti ai modelli cronologici e delle sorgenti della migrazione derivati dagli studi sulla genetica dei moderni Nativi americani.

### Cronologia

Mappa delle Americhe che mostra i siti anteriori a Clovis.

All'inizio del XXI secolo, i modelli della cronologia della migrazione si dividono in due approcci generali. Il primo è la teoria della cronologia breve (short chronology theory), che la prima migrazione si sia verificata dopo l'Ultimo massimo glaciale, che andò in declino circa 19.000 anni fa, e sia stata poi seguita da successive ondate di immigranti. La seconda teoria è la teoria della cronologia lunga (long chronology theory), che propone che il primo gruppo di persone sia entrato nelle Americhe in una data molto anteriore, probabilmente 21.000-40.000 anni fa, seguito da una seconda ondata molto posteriore di immigranti. Ulteriori controversie si sono generate perché la datazione dell'età degli archeositi nelle Americhe e la tempistica dell'apertura del corridoio libero dai ghiacci hanno messo in discussione la teoria che i Clovis furono i primi americani, che dominò il pensiero sull'antropologia del Nuovo Mondo per gran parte del XX secolo.

#### Prove archeologiche

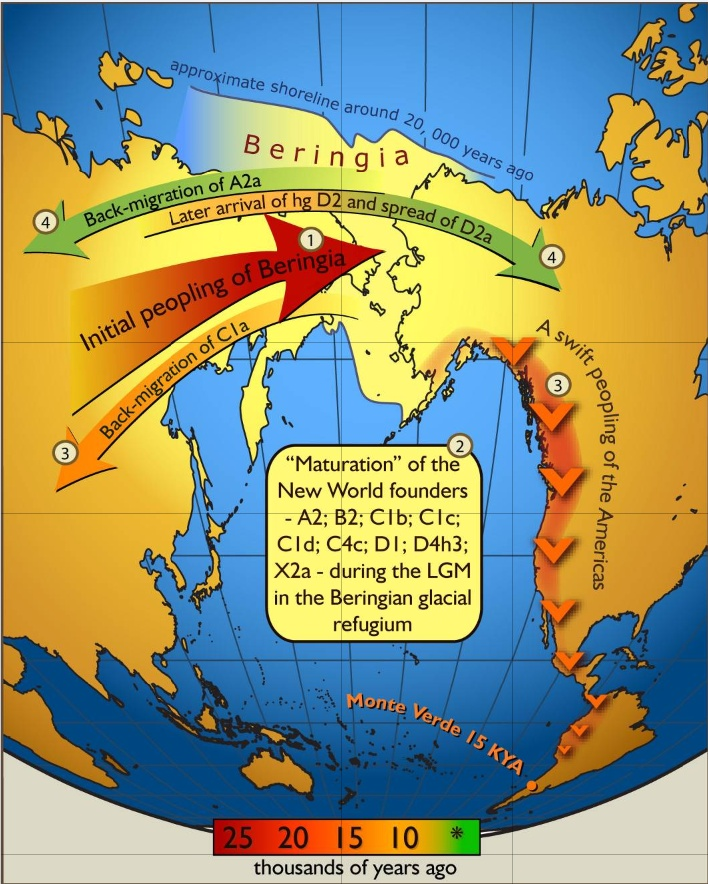
Figura 2. Illustrazione schematica del flusso dei geni materni (mtDNA) dentro e fuori dalla Beringia (cronologia lunga, modello a sorgente unica).

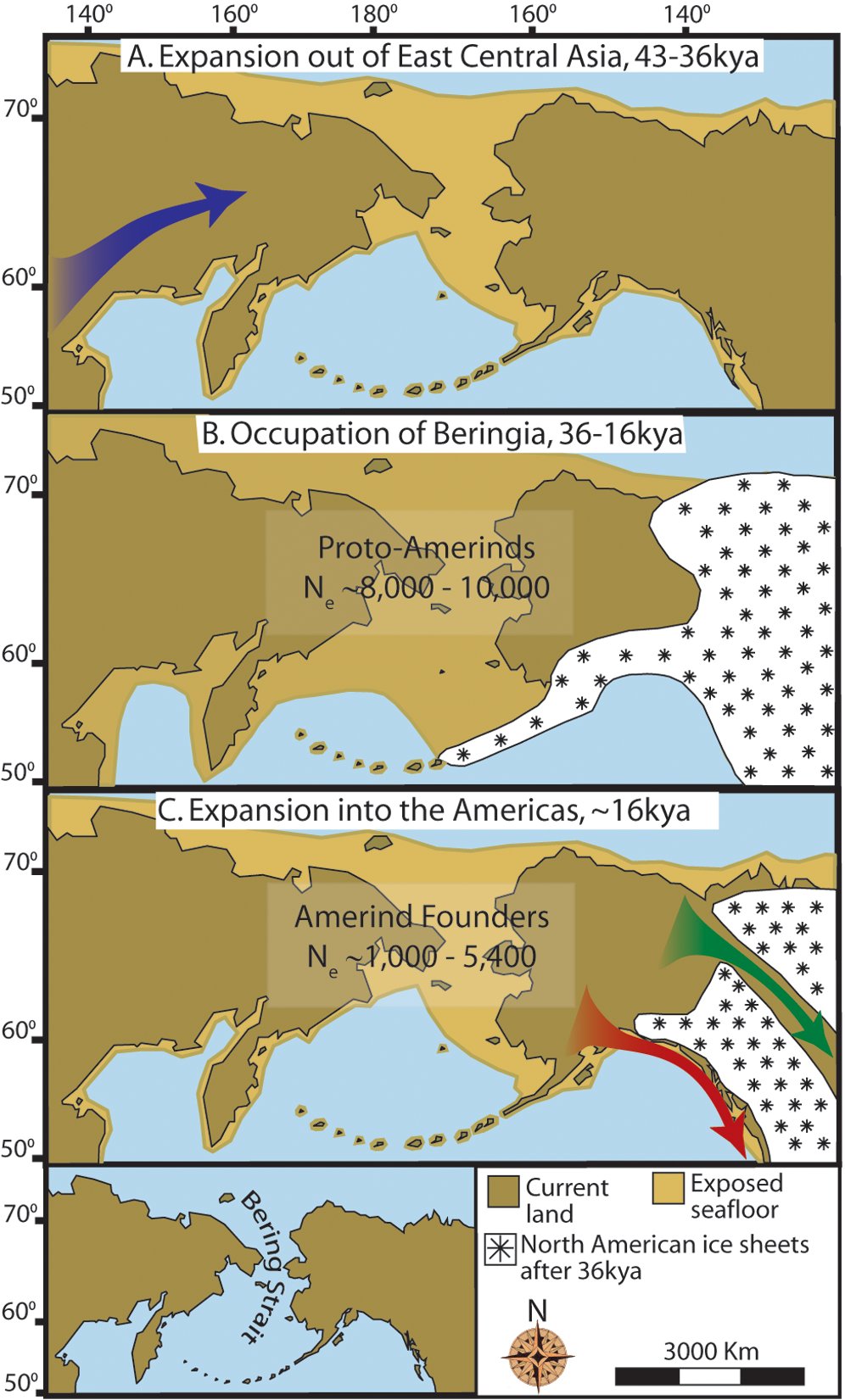
Figura 3. Illustrazione della ipotetica cronologia per la migrazione attraverso la Beringia (modello della cronologia lunga). Non affidabile sulla tempistica delle formazioni glaciali e non suffragata da dati archeologici.

La migrazione pre-Ultimo massimo glaciale attraverso la Beringia nelle Americhe è stata proposta per spiegare le presunte età pre-UMG di archeositi delle Americhe come le Grotte di Bluefish e le Distese dell'Old Crow nel Territorio dello Yukon, e Meadowcroft Rockshelter in Pennsylvania. La data anteriore del 14C proveniente da un manufatto osseo nel sito delle Distese dell'Old Crow è stata soppiantata da una data del 14C basata sulla spettrometria di massa con acceleratore che indica un'età olocenica. Le interpretazioni dei segni di macellazione e l'associazione geologica delle ossa presso i siti delle Grotte di Bluefish e delle Distese dell'Old Crow sono state messe in dubbio. Le età dei primi manufatti positivamente identificati nel sito di Meadowcroft sono vincolate da una stima dell'età compilata in base al 14C nell'intervallo di 12k-15k anni 14C BP (13,8k-18,5k anni cal BP). Il sito di Meadowcroft Rockshelter e quello di Monte Verde nel Cile meridionale, con una data di 14,8k anni cal BP, sono gli archeositi delle Americhe con le date più antiche che hanno ottenuto ampia accettazione.
In California meridionale presso il sito del Mastodonte di Cerutti, sono state trovate pietre descritte come probabili utensili, con funzione di martelli e di incudini, che sono associate con uno scheletro di mastodonte che sembrava essere stato lavorato da esseri umani. Lo scheletro di mastodonte è stato datato dall'analisi radiometrica del torio-230/uranio, usando modelli di diffusione–adsorbimento–decadimento, a 130,7 ± 9,4 migliaia di anni fa. Non furono trovate ossa umane e le asserzioni su utensili e lavorazione delle ossa sono state definite come "non plausibili". Michael R. Waters commentò che "Dimostrare un'occupazione così precoce delle Americhe richiede la presenza di manufatti di pietra inequivocabili. Non ci sono utensili di pietra inequivocabili associati alle ossa... questo sito probabilmente è solo un'interessante località paleontologica." Chris Stringer disse che  "asserzioni straordinarie richiedono prove straordinarie - ogni aspetto richiede il più severo scrutinio," aggiungendo che "Devono essere state necessarie forze elevate e concentrate per frantumare le ossa di mastodonte più spesse, e l'ambiente deposizionale a bassa energia apparentemente non fornisce alcuna alternativa ovvia agli esseri umani che usano i pesanti ciottoli trovati con le ossa."
Il sito di Rhino Horn (Rhino Horn site, RHS) sul fiume Jana ha datato l'occupazione umana della Siberia artica orientale a 27k anni 14C BP (31,3k anni cal BP). Quella data è stata interpretata da alcuni come prova che la migrazione nella Beringia fosse imminente, dando credito alla tesi dell'occupazione della Beringia durante l'UMG. Tuttavia, la data dell'RHS sulla Jana corrisponde all'inizio del periodo di raffreddamento che portò nell'UMG. Ma un confronto delle date degli archeositi in tutta la Siberia orientale suggerisce che il periodo di raffreddamento causò un ritiro degli esseri umani verso sud. Le prove litiche pre-UMG in Siberia indicano uno stile di vita stanziale che era basato sulle risorse locali, mentre le prove litiche post-UMG indicano uno stile di vita più migratorio.
L'archeosito più antico sul lato alascano della Beringia data a 12k anni 14C BP (14k anni cal BP). È possibile che una piccola popolazione fondatrice sia entrata nella Beringia prima di quel tempo. Tuttavia, mancano archeositi che datano più vicino all'Ultimo massimo glaciale sia sul lato siberiano che su quello alascano.

#### Stime genomiche dell'età
Studi recenti sulla genetica amerindia hanno usato tecniche analitiche ad alta risoluzione applicate a campioni di DNA provenienti dai moderni Nativi americani e dalle popolazioni asiatiche considerate come le loro popolazioni di origine per ricostruire lo sviluppo di aplogruppi umani di DNA del cromosoma Y (aplogruppi yDNA) e di aplogruppi umani di DNA mitocondriale (aplogruppi mtDNA) caratteristici delle popolazioni dei Nativi americani. Si usano modelli dei tassi di evoluzione molecolare per stimare le età alle quali i lignaggi con DNA nativo americano si allontanarono dai loro lignaggi parentali in Asia e per dedurre le età degli eventi demografici. Un modello basato sugli aplotipi mtDNA nativi americani (Figura 2) propone che la migrazione nella Beringia sia avvenuta tra 30k e 25k anni cal BP, con la migrazione nelle Americhe avvenuta da 10k a 15k anni circa dopo l'isolamento della piccola popolazione fondatrice. Un altro modello (Figura 3) ipotizza che la migrazione nella Beringia sia avvenuta approssimativamente 36k anni cal BP, seguita da 20k anni di isolamento nella Beringia. Tuttavia un altro modello propone che la migrazione nella Beringia sia avvenuta tra 40k e 30k anni cal BP, con una migrazione pre-UMG nelle Americhe seguita da un isolamento della popolazione settentrionale in seguito alla chiusura del corridoio libero dai ghiacci. I tre modelli del tasso di evoluzione dell'mtDNA dei Nativi americani ricadono tutti all'interno della teoria della cronologia lunga sulla migrazione nelle Americhe.
Uno studio sulla diversificazione degli aplogruppi mtDNA C e D provenienti rispettivamente dalla Siberia meridionale e dall'Asia orientale, suggerisce che il lignaggio parentale (subaplogruppo D4h) del subaplogruppo D4h3, un lignaggio che si trova tra i Nativi americani e i Cinesi han, emerse intorno a 20k anni cal BP, costringendo l'emersione del D4h3 post-UMG. Le stime dell'età basate sulla diversità microsatellitare del cromosoma Y pongono l'origine dell'aplogruppo americano Q1a3a (Y-DNA) all'incirca da 10k a 15k anni cal BP. Maggiore coerenza dei modelli dei tassi di evoluzione del DNA molecolare tra loro e con i dati archeologici si può ottenere dall'uso di DNA fossile datato per calibrare i tassi di evoluzione molecolare.

### Popolazioni sorgente
Vi è un accordo generale tra gli antropologi che le popolazioni sorgente della migrazione nelle Americhe si originarono da un'area in qualche parte a est del fiume Enisej. La presenza comune degli aplogruppi mtDNA A, B, C e D tra le popolazioni asiatiche e native americane è riconosciuta da tempo, insieme alla presenza dell'aplogruppo X. Nel complesso, la maggiore frequenza dei quattro aplogrupoi associati ai Nativi americani si presenta nella regione Altaj-Bajkal della Siberia meridionale. Alcuni subcladi di C e D più vicini ai subcladi nativi americani si presentano tra le popolazioni mongole, amur, giapponesi, coreane e ainu.

#### Modelli genomici umani
Per un'introduzione non tecnica alla genetica in generale, vedi Genetica.
Lo sviluppo dell'analisi genomica ad alta risoluzione ha fornito opportunità per definire ulteriormente i subcladi nativi americani e restringere l'intervallo dei subcladi asiatici che possono essere subcladi padri o fratelli. Ad esempio, l'ampio intervallo geografico dell'aplogruppo X è stato interpretato nel senso che consente la possibilità di una popolare sorgente eurasiatica, o perfino europea per i Nativi americani, come nell'ipotesi solutreana, o che suggerisce una migrazione pre-Ultimo massimo glaciale nelle Americhe. L'analisi di un'antica variante dell'aplogruppo X tra gli aborigeni della regione degli Altaj indica l'ascendenza comune con il ceppo europeo piuttosto che la discendenza dallo stesso. L'ulteriore suddivisione dei subcladi X ha consentito l'identificazione del subaploguppo X2a, che è considerato specifico dei Nativi americani. Con l'ulteriore definizione dei subcladi legati alle popolazioni native americane, i requisiti per campionare le popolazioni asiatiche per trovare i subcladi più strettamente legati si fanno più specifici. I subaplogruppi D1 e D4h3 sono stati considerati specifici dei Nativi americani in base alla loro assenza in un grande campionamento di popolazioni ritenute come potenziali discendenti delle popolazioni sorgente, su un'ampia area dell'Asia. Tra i 3.764 campioni, la regione Sachalin - basso Amur era rappresentata da 61 Orok. In un altro studio, il subaplogruppo D1a è stato identificato tra gli Ulch nella regione del basso fiume Amur (4 su 87 campionati, o 4,6%), insieme al subaplogruppo C1a (1 su 87, or 1,1%). Il subaplogruppo C1a è considerato un clade fratello stretto del subaplogruppo nativo americano C1b.  Il subaplogruppo D1a è stato trovato anche tra gli antichi scheletri Jōmon provenienti da Hokkaidō. I moderni Ainu sono considerati come discendenti dei Jōmon. La presenza dei subaplogruppi D1a e C1a nella regione del basso Amur suggerisce una popolazione sorgente proveniente da quella regione distinta dalle popolazioni sorgente dell'Altaj-Bajkal, dove il campionamento non aveva rivelato quei due particolari subcladi. Le conclusioni riguardanti il subaplogruppo D1 che indicano le potenziali popolazioni sorgente nelle aree del basso Amur e di Hokkaido sono in contrasto con il modello delle migrazioni da un'unica sorgente.
Il subaplogruppo D4h3 è stato identificato tra i Cinesi han. Il subaplogruppo D4h3 della Cina non ha la stessa implicazione geografica del subaplogruppo D1a dell'Amur-Hokkaido, perciò le sue implicazioni per i modelli di sorgente sono più speculative. Il sublignaggio parentale, il subaplotipo D4h, si crede sia emerso in Asia orientale, piuttosto che in Siberia, intorno a 20k anni cal BP. Anche il subaplogruppo D4h2, un clade fratello del D4h3, è stato trovato tra gli scheletri Jōmon di Hokkaido. Il D4h3 ha una traccia costiera nelle Americhe.

Il contrasto tra i profili genetici degli scheletri Jōmon di Hokkaido e i moderni Ainu illustra un'altra incertezza nei modelli delle sorgenti derivati dai campioni di DNA moderni:
Tuttavia, probabilmente a causa della piccola dimensione dei campioni o della stretta consanguineità tra i membri del sito, le frequenze degli aplogruppi negli scheletri di Funadomari erano alquanto diverse da qualsiasi popolazione moderna, inclusi gli Ainu di Hokkaidō, che sono stati considerati come i diretti discendenti dei Jōmon di Hokkaidō.
 I discendenti delle popolazioni sorgente con la relazione più stretta con il profilo genetico del periodo in cui si verificò la differenziazione non sono ovvi. Ci si può aspettare che i modelli delle popolazioni sorgente diventino più robusti via via che sono compilati più risultati, che l'eredità dei candidati sostitutivi moderni viene meglio compresa e che il DNA fossile nelle regioni d'interesse viene trovato e preso in considerazione.

#### Genomica dell'HTLV-1
Il Virus T-lintrofico dell'uomo 1 (HTLV-1) è un virus trasmesso attraverso lo scambio di fluidi corporei e da madre a figlio attraverso il latte materno. La trasmissione da madre a figlio approssima un tratto ereditario, sebbene tale trasmissione da vettori materni sia meno del 100%. Il genoma del virus HTLV è stato mappato, permettendo l'identificazione di quattro ceppi principali e l'analisi della loro antichità attraverso le mutazioni. Le più alte concentrazioni geografiche del ceppo HLTV-1 sono nell'Africa subsahariana e in Giappone. In Giappone, esso si presenta nella sua più alta concentrazione nel Kyūshū. È presente anche tra i discendenti africani e le popolazioni native nella regione caraibica e in America meridionale. È raro in America centrale e in America settentrionale. La sua distribuzione nelle Americhe è stata considerata come dovuta all'importazione con il commercio di schiavi.
Gli Ainu hanno sviluppato anticorpi all'HTLV-1, che indicano il suo endemismo per gli stessi Ainu e la sua antichità in Giappone. Un sottotipo "A" è stato definito e identificato tra i Giapponesi (inclusi gli Ainu), e tra isolati caraibici e sudamericani. Un sottotipo "B" è stato identificato in Giappone e in India. Nel 1995, si trovò che i Nativi americani nella Columbia Britannica avevano entrambi i sottotipi A e B. Fu riferito che i campioni di midollo osseo di una mummia andina di circa 1.500 anni mostravano la presenza del sottotipo A. La scoperta accese le controversie, con l'asserzione che il campione di DNA non era sufficientemente completo per la conclusione e che il risultato rifletteva una contaminazione moderna. Tuttavia, una rianalisi indicò che le sequenze di DNA erano coerenti con il, ma non definitivamente provenienti dal, "clade cosmopolita" (sotto A). La presenza dei sottotipi A e B nelle Americhe suggerisce una popolazione sorgente nativa americana imparentata con gli antenati degli Ainu, i Jōmon.

#### Antropologia fisica
Scheletri paleoamericani nelle Americhe come l'uomo di Kennewick (Stato di Washington), lo scheletro di Naia (detto anche scheletro di Hoyo Negro) (Yucatán), la donna di Luzia e altri crani provenienti dal sito di Lagoa Santa (Brasile), la donna di Buhl (Idaho), la donna del Peñon, due crani dal sito di Tlapacoya (Città del Messico), e 33 crani dalla Bassa California hanno esibito tratti craniofacciali distinti dalla maggior parte dei moderni Nativi americani, conducendo gli antropologi fisici all'opinione che alcuni Paleoamericani fossero di origine australoide piuttosto che siberiana. Il tratto distintivo misurato di tipo più essenziale è la dolicocefalia del cranio. Alcune popolazioni amerindie moderne che vivono isolate, come i Pericù della Bassa California e i Fuegini della Terra del Fuoco, esibiscono quello stesso tratto morfologico. Altri antropologi sostengono un'ipotesi alternativa che l'evoluzione di un originario fenotipo beringiano abbia dato origine a una morfologia distinta che era simile in tutti i crani paleoamericani distinti, seguita da una successiva convergenza verso il moderno fenotipo nativo americano. La risoluzione della questione aspetta l'identificazione di un fenotipo beringiano tra i crani paleoamericani o le prove di un raggruppamento genetico tra gli esempi del fenotipo australoide.
Un rapporto pubblicato nell'American Journal of Physical Anthropology nel gennaio 2015 riesaminava la variazione craniofacciale focalizzandosi sulle differenze tra i primi e i successivi Nativi americani e sulle spiegazioni di queste ultime basate o sulla morfologia del cranio o sulla genetica molecolare. Gli argomenti basati sulla genetica molecolare hanno nel complesso, secondo gli autori, accettato un'unica migrazione dall'Asia con una probabile pausa nella Beringia, più un successivo flusso genico bidirezionale. Gli studi che si focalizzano sulla morfologia craniofacciale hanno sottolineato come i resti paleoamericani siano "stati descritti come molto più vicini alle popolazioni africane e austromelanesiane che alle serie moderne dei Nativi americani", suggerendo due entrate nelle Americhe, una prima avvenuta prima che si sviluppasse una morfologia distintiva est asiatica (indicata nel documento come il "Modello a due componenti" (Two Components Model). Un terzo modello, il "Modello dei geni ricorrenti" (MGR) (Recurrent Gene Flow [RGF]), tenta di riconciliare i due, sostenendo che il flusso dei geni circumartico dopo la migrazione iniziale poteva rendere conto dei cambiamenti morfologici. Esso rivaluta specificamente il rapporto originale sullo scheletro di Naia che appoggiava il modello MGR: gli autori dissentivano con la conclusione originaria, che suggeriva che la forma del cranio non corrispondesse a quelli dei moderni Nativi americani, sostenendo che il "cranio ricade in una subregione del morfospazio occupato sia dai Paleoamericani che da alcuni Nativi americani moderni".

#### Punte a stelo
Le punte a stelo sono una tecnologia litica distinta dai tipi beringiano e di Clovis. Hanno una distribuzione che va dall'Asia orientale costiera alla costa pacifica dell'America meridionale. L'emersione delle punte a stelo è stata fatta risalire alla Corea durante il Paleolitico superiore. L'origine e la distribuzione delle punte a stelo è stata interpretata come marcatore culturale relativo a una popolazione sorgente proveniente dall'Asia orientale costiera.

## Rotte migratorie

### Rotta interna

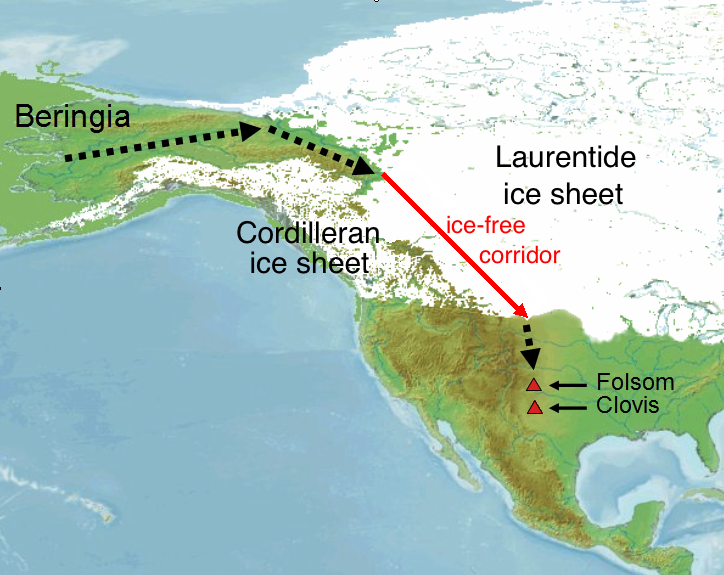
Mappa che mostra la localizzazione approssimativa del corridoio libero dai ghiacci lungo lo spartiacque continentale, che separa le calotte glaciali della Cordigliera e del Laurentide. Sono indicate anche le localizzazioni dei siti paleoindiani di Clovis e Folsom.

Storicamente, le teorie sulla migrazione nelle Americhe si sono incentrate sulla migrazione dalla Beringia attraverso l'entroterra dell'America settentrionale. La scoperta di manufatti in associazione ai resti faunistici del Pleistocene vicino a Clovis (Nuovo Messico) all'inizio degli anni 1930 richiese l'estensione dell'arco temporale per il popolamento dell'America settentrionale fino al periodo durante il quale i ghiacciai erano ancora estesi. Ciò portò all'ipotesi di una rotta migratoria tra le calotte di ghiaccio del Laurentide e della Cordigliera per spiegare il popolamento iniziale. Il sito di Clovis ospitava una tecnologia litica caratterizzata da punte di lancia con una rientranza, o scanalatura, dove la punta si attaccava all'asta. Un complesso litico caratterizzato dalla tecnologia delle punte di Clovis fu successivamente identificato su gran parte dell'America settentrionale e in America meridionale. L'associazione tra la tecnologia del complesso di Clovis e i resti faunistici del tardo Pleistocene portò alla teoria che essa segnasse l'arrivo dei cacciatori di selvaggina grossa che migrarono fuori dalla Beringia per poi disperdersi in tutte le Americhe, altrimenti nota come teoria dei Primi Clovis (Clovis First).
La recente datazione al radiocarbonio dei siti di Clovis ha fornito età da 11,1k a 10,7k anni 14C BP (da 13k a 12,6k anni cal BP), un po' più tarde delle date derivate da tecniche più vecchie. La rivalutazione delle precedenti date al radiocarbonio portò alla conclusione che non meno di 11 dei 22 siti di Clovis con le date al radiocarbonio sono "problematici" e dovrebbero essere ignorati, incluso il sito tipo di Clovis (Nuovo Messico). La datazione numerica dei siti di Clovis ha permesso il confronto delle date di Clovis con le date di altri archeositi in tutte le Americhe e con quella dell'apertura del corridoio libero dai ghiacci. Entrambi i confronti portano a significativi cambiamenti nella teoria dei Primi Clovis. Il sito di Monte Verde nel Cile meridionale è stato datato a 14,8k anni cal BP. Il sito delle Grotte di Paisley nell'Oregon orientale fornì una data al 14C di 12,4k anni (14,5k anni cal) BP, su un coprolito con DNA umano e date al 14C di 11,3k-11k anni (13,2k-12,9k anni cal) BP su orizzonti contenenti punte a stelo occidentali. Orizzonti di manufatti con assemblaggi litici non Clovis ed età pre-Clovis si presentano nell'America settentrionale orientale, sebbene le età massime tendano ad essere scarsamente vincolate.
Le scoperte geologiche sulla tempistica del corridoio libero dai ghiacci mettono in dubbio anche la nozione che l'occupazione umana Clovis e pre-Clovis delle Americhe fosse un risultato della migrazione attraverso quella rotta in seguito all'Ultimo massimo glaciale. La chiusura pre-UMG del corridoio potrebbe avvicinarsi a 30k anni cal BP e le stime sul ritiro del corridoio sono nell'intervallo da 12 a 13k anni cal BP. La percorribilità del corridoio come rotta migratoria umana è stata stimata a 11,5k anni cal BP, più tardi delle età dei siti Clovis e pre-Clovis. La datazione degli archeositi Clovis suggerisce una diffusione da sud a nord della cultura Clovis.
Per spiegare le età pre-Clovis degli archeositi delle Americhe è stata proposta l'ipotesi di una migrazione nell'entroterra prima dell'Ultimo massimo glaciale, sebbene siti pre-Clovis come Meadowcroft Rockshelter, Monte Verde e le Grotte di Paisley non abbiano fornito età pre-UMG confermate.
La rotta interna è coerente con la diffusione del gruppo linguistico na-dene e del subaplogruppo X2a nelle Americhe dopo la prima migrazione paleoamericana.

### Rotta costiera pacifica

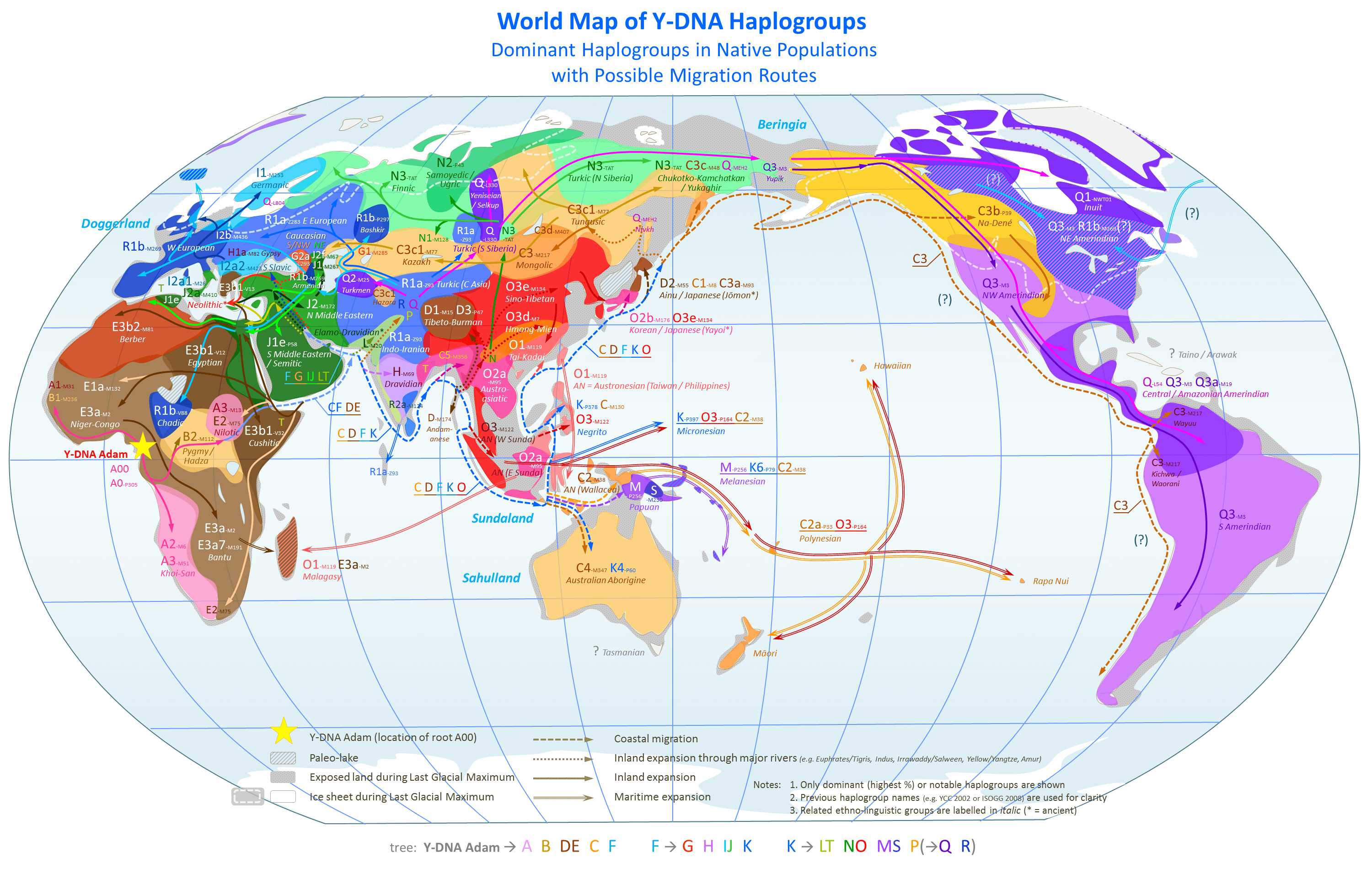
Possibili rotte migratorie verso le Americhe come previste dalla distribuzione degli aplogruppi Y-DNA: rotta interna (linee porpora), rotta costiera pacifica (linea tratteggiata marrone) e possibile rotta transatlantica (doppia linea azzurro chiaro).

I modelli pacifici propongono che la gente raggiunse per la prima volta le Americhe viaggiando per via d'acqua, seguendo le linee di costa dall'Asia nordorientale fino alle Americhe. Le linee costiere sono ambienti insolitamente produttivi perché forniscono agli esseri umani accesso a un vasto assortimento di piante e animali provenienti da ecosistemi sia terrestri che marini. Sebbene non esclusiva delle migrazioni terrestri, la "teoria della migrazione costiera" pacifica aiuta a spiegare come i primi coloni abbiano raggiunto aree estremamente distanti dalla regione dello Stretto di Bering, inclusi siti come Monte Verde nel Cile meridionale e Taima-Taima nel Venezuela occidentale. Due componenti culturali furono scoperte a Monte Verde vicino alla costa pacifica del Cile. Lo strato più recente è datato con il radiocarbonio a 12.500 anni 14C (~14.000 cal BP) e ha prodotto i resti di vari tipi di alghe marine raccolte dagli habitat costieri. La componente più antica e più controversa può risalire fino a 33.000 anni, ma pochi studiosi accettano attualmente questa primissima componente.
Quando la cronologia della deglaciazione nelle regioni interne e costiere dell'America settentrionale venne meglio compresa, l'ipotesi della migrazione costiera fu avanzata da Knute Fladmark come alternativa all'ipotesi del corridoio libero dai ghiacci. Il dibattito sulla migrazione costiera contro quella interna per il popolamento iniziale si è incentrato sulle prove per la cronologia del popolamento iniziale della Beringia, dell'entroterra dell'America settentrionale, della costa pacifica delle Americhe e della tempistica dell'apertura delle rotte migratorie costiere contro quelle interne indicata dalle prove geologiche. A complicare il dibattito è stata l'assenza di dati archeologici provenienti dalle rotte migratorie costiere e interne dai periodi in cui si propone che si sia verificata la migrazione iniziale. Una recente variazione dell'ipotesi della migrazione costiera è l'ipotesi della migrazione marina, che propone che i migranti con barche si siano insediati in rifugi costieri durante la glaciazione della costa. L'uso proposto delle barche aggiunge una misura di flessibilità alla cronologia della migrazione costiera, in quanto una non sarebbe più richiesta una costa continua libera dai ghiacci (16k-15k anni cal BP). Una popolazione sorgente costiera est asiatica è essenziale per l'ipotesi della migrazione marina.
Nel 2014, fu sequenziato il DNA autosomico di un bambino del Montana, datato a 10,7k anni 14C (12,5-12,7 anni cal) BP. Il DNA fu preso da uno scheletro designato come Anzick-1, trovato in stretta associazione con parecchi manufatti Clovis. L'analisi restituì l'identificazione del mtDNA come appartenente al subaplogruppo D4h3a, un raro subclade del D4h3 che si presenta lungo la costa occidentale delle Americhe, nonché un flusso genico legato alla popolazione siberiana mal'ta. I dati indicano che Anzick-1 è di una popolazione direttamente ancestrale delle attuali popolazioni native sudamericane e centroamericane. Anzick-1 è meno strettamente legato alle attuali popolazioni native nordamericane. Il D4h3a è stato identificato come un clade associato alla migrazione costiera.
I problemi associati alla ricerca di prove archeologiche della migrazione durante un periodo di livello del mare ridotto sono ben noti. I siti legati alla prima migrazione sono solitamente sommersi, cosicché la loro localizzazione è celata. Certi tipi di prove dipendenti da materiale organico, come la datazione al radiocarbonio, possono venire distrutti dalla sommersione. L'azione delle onde può distruggere le strutture dei siti e spargere i manufatti lungo una linea di costa progradante. Inoltre, le condizioni costiere del Pacifico tendono ad essere instabili a causa del terreno ripido e cedevole, di terremoti, tsunami e vulcani. Fra le strategie per trovare i siti delle prime migrazioni vi sono l'identificazione dei potenziali siti sulle linee di paleocosta sommerse, la ricerca dei siti nelle aree sollevate dalla tettonica o dal rimbalzo isostatico e l'osservazione dei siti fluviali in aree che possono aver attirato i migranti costieri. Altrimenti, l'archeologia costiera dipende da prove secondarie legate agli stili di vita e alle tecnologie dei popoli marittimi, provenienti da siti simili a quelli che sarebbero associati con la migrazione originaria.
Altri modelli costieri, che affrontano specificamente il popolamento delle coste del Nord-ovest Pacifico e della California, sono stati difesi dagli archeologi Knut Fladmark, Roy Carlson, James Dixon, Jon Erlandson, Ruth Gruhn e Daryl Fedje. In un articolo del 2007 nel Journal of Island and Coastal Archaeology, Erlandson e i suoi colleghi proposero un corollario alla teoria della migrazione costiera — "l'ipotesi dell'autostrada di laminariali" (The Kelp Highway Hypothesis) — che sostiene che foreste ricche di laminariali, che sostentavano complessi simili di piante e animali, sarebbero esistite verso la fine del Pleistocene intorno a gran parte dell'anello del Pacifico dal Giappone alla Beringia, al Nord-ovest Pacifico e alla California, come pure alla costa andina dell'America meridionale. Una volta che le linee costiere dell'Alaska e della Columbia Britannica si furono deglaciate circa 16.000 anni fa, questi habitat di foreste di laminariali (insieme a quelli di estuario, mangrovia e barriera corallina) avrebbero fornito un corridoio migratorio ecologicamente simili, interamente al livello del mare ed essenzialmente senza ostacoli.
Un'analisi del 2016 sul DNA di piante e animali suggerisce che una rotta costiera era praticabile.

#### Asiatici orientali: Paleoindiani della costa
I costruttori di barche del Sudest asiatico (Austronesiani) possono essere stati uno dei primi gruppi a raggiungere le coste dell'America settentrionale. Una teoria suggerisce che persone con barche seguirono la linea costiera dalle 
Isole Curili all'Alaska giù lungo le coste dell'America settentrionale e meridionale fino al Cile. La nazione Haida sulle Isole Regina Carlotta al largo della costa della Columbia Britannica può aver avuto origine da questi primi marinai asiatici tra 25.000 e 12.000 anni fa. La prima migrazione con imbarcazioni spiegherebbe anche l'abitazione dei siti costieri in America meridionale come la Grotta di Pikimachay in Perù verso 20.000 anni fa (contestato) e Monte Verde in Cile verso 13.000 anni fa.
"C'era l'uso delle barche in Giappone 20.000 anni fa," dice Jon Erlandson, un antropologo dell'Università dell'Oregon. "Le Isole Curili (a nord del Giappone) sono come passatoie per la Beringia," la terra allora continua che faceva da ponte sullo Stretto di Bering. I migranti, dice, potrebbero allora aver costeggiato i ghiacciai di tipo artico in Canada senza interruzione lungo la costa."

#### Problemi nella valutazione dei modelli di migrazione costiera
I modelli di migrazione costiera forniscono una diversa prospettiva sulla migrazione nel Nuovo Mondo, ma non sono privi dei loro problemi. Uno dei maggiori problemi è che i livelli globali del mare sono saliti di oltre 120 metri dalla fine dell'ultimo periodo glaciale, e questo ha sommerso le antiche linee costiere che i popoli marittimi avrebbero seguito fino alle Americhe. Trovare siti associati alle prime migrazioni costiere è estremamente difficile — e lo scavo sistematico di un qualsiasi sito trovato in acque più profonde è impegnativo e costoso. D'altro canto, ci sono prove di tecnologie marine trovate nelle colline Isole del Canale della California, circa 10.000 a.C. Se vi fu una prima migrazione costiera pre-Clovis, c'è sempre la possibilità di una "colonizzazione fallita". Un altro problema che sorge è la mancanza di prove solide trovate per una teoria della "cronologia lunga". Nessun sito ha ancora prodotto una cronologia coerente più antica di 12.500 anni radiocarbonio (~14.500 anni calendario), ma la ricerca relativa alla possibilità delle prime migrazioni costiere in America meridionale è stata limitata.

## L'Y-DNA tra i nativi sudamericani e alascani
La diversità microsatellitare e la distribuzione di un lignaggio Y specifico dell'America Meridionale suggeriscono che certe popolazioni amerindie divennero isolate dopo la colonizzazione iniziale delle loro regioni. Le popolazioni na-dene, inuit e indigene alascane esibiscono mutazioni dell'aplogruppo Q (Y-DNA), ma sono distinte da altri indigeni amerindi con varie mutazioni del DNA mitocondriale (mtDNA) e del DNA autosomico (atDNA). Questo suggerisce che i primi migranti nelle estremità settentrionali dell'America del Nord e della Groenlandia provenissero da popolazioni di migranti successive.

## Altre ipotesi
Esiste anche una serie di teorie per le migrazioni transoceaniche precolombiane nelle Americhe.